# Amphioplus somaliensis
Amphioplus somaliensis is een slangster uit de familie Amphiuridae.
De wetenschappelijke naam van de soort werd in 1980 gepubliceerd door Tortonese.